# Eryn-Jean Norvill
Eryn-Jean Norvill es una actriz australiana. 

## Carrera
En el 2010 apareció en varios episodios de la exitosa serie australiana Home and Away, donde interpretó a la detective Graves, quien llegó a Summer Bay junto a su compañero el detective Robert Robertson (Socratis Otto), para investigar el homicidio de Penn Graham. Más tarde se fueron de la bahía luego de resolver el caso.

## Filmografía

### Series de Televisión
| Año  | Título        | Personaje        | Notas         |
| ---- | ------------- | ---------------- | ------------- |
| 2012 | Death Star PR | Green            | 6 episodiios  |
| 2010 | Home and Away | Detective Graves | 14 episodiios |

### Películas
| Año  | Título       | Personaje | Notas                                                             |
| ---- | ------------ | --------- | ----------------------------------------------------------------- |
| 2010 | Tethered     | Erin      | corto - junto a John Brumpton, Richard Cawthorne & Steven Fleming |
| 2006 | Blood Ballad | -         | corto - junto a Guy Kable                                         |

### Teatro[2]
| Año  | Obra                      | Personaje  | Director (a)    | Teatro                    | Notas                                                                        |
| ---- | ------------------------- | ---------- | --------------- | ------------------------- | ---------------------------------------------------------------------------- |
| 2016 | All My Sons               | Ann Deever | Kip Williams    | Sydney Theatre            | junto a John Howard, Josh McConville, Robyn Nevin y John Leary               |
| 2014 | Cyrano de Bergerac        | -          | Andrew Upton    | Sydney Theatre            | junto a Alan Dukes, Josh McConville, Richard Roxburgh y Bruce Spence         |
| 2013 | Romeo and Juliet          | -          | Kip Williams    | -                         | junto a Akos Armont, Alexander England, Josh McConville y Anna Lise Phillips |
| 2012 | Truck Stop                | Sam        | Katrina Douglas | Q Theatre                 | junto a Jessica Tovey & Kristy Best.                                         |
| 2012 | Top Girls                 | Angie      | Jenny Kemp      | Sumner Theatre            | junto a Li-Leng Au, Anita Hegh, Sarah Ogden & Nikki Shiels                   |
| 2012 | The Boys                  | Nola       | Sam Strong      | Stables Theatre           | junto a Cheree Cassidy, Johnny Carr, Josh McConville y Anthony Gee           |
| 2011 | Pictures of Bright Lights | Hija       | -               | Little Ones Theatre       | junto a Caroline Craig, Sam Chester & Kurt Phelan                            |
| 2011 | Hamlet                    | Ophelia    | Simon Phillips  | Melbourne Theatre         | junto a Ewen Leslie, Garry McDonald, John Adam & Brian Vriends               |
| 2009 | Mercy                     | -          | Bruce Myles     | -                         | junto a Luke Ryan, Alison Whyte & John Wood                                  |
| 2009 | Lobby Hero                | -          | Denis Moore     | Red Stitch Actors Theatre | junto a Daniel Frederiksen, Christopher Kirby & Tim Potter                   |
| 2009 | 3xSisters                 | -          | Simon Stone     | -                         | junto a Gareth Davies, Joshua Hewitt, Katherine Tonkin & Tom Wren            |
| 2008 | Chekhov Re-Cut: Platonov  | Maria      | Simon Stone     | -                         | junto a Amanda Falson, Meredith Penman & Chris Ryan                          |
| 2007 | A Man for All Seasons     | -          | Andrew Blackman | Drum Theatre              | junto a Syd Brisbane, Stewart Morritt & Brian Vriends                        |
| 2003 | Brokenville               | -          | David Berthold  | -                         | junto a Alex Bryant-Smith, Anthony Gee, Sam Reid & Brooke Ryan               |

## Premios y nominaciones
| Año  | Categoría    | Premio           | Obra   | Resultado |
| ---- | ------------ | ---------------- | ------ | --------- |
| 2011 | Best Actress | Green Room Award | Hamlet | Nominada  |